# 仰木町
仰木町（おおぎちょう）は、滋賀県大津市の町丁。2020年4月1日現在の人口は0人。
本項では現在の大津市仰木町の前身である滋賀郡仰木村（おおぎむら）についても記す。

## 地理
大津市の中部、湖西線・おごと温泉駅の西北西、比叡山地の東麓に位置し、南で坂本本町、南・東で仰木、北で伊香立南庄町、西で京都府京都市左京区大原上野町・大原大長瀬町・大原来迎寺町（大原地区）に接する。南端を天神川が流れ、奥比叡ドライブウェイが通過する。以前は仰木・仰木の里・仰木の里東の区域も含んだが、住居表示の実施により分立したため、現在は山間部に名をとどめるのみであり、大津市の人口統計に町名が見られない。

### 河川
- 天神川

## 歴史
幕末時点では滋賀郡辻下村・平尾村・下仰木村・上仰木村であった。「旧高旧領取調帳」の記載によると、辻下村・平尾村・下仰木村が幕府領、上仰木村が幕府領と淀藩領の相給。

### 沿革
- 明治3年（1870年）
  - 2月 - 幕府領が大津県の管轄となる。
  - 陸奥山形藩の坂田郡への転封にともなう膳所藩の領地替えにより、下仰木村が膳所藩領となる。
- 明治4年
  - 7月14日（1871年8月29日） - 廃藩置県により、下仰木村が膳所県、上仰木村の一部が淀県の管轄となる。
  - 11月22日（1872年1月2日） - 第1次府県統合により、全域が大津県の管轄となる。
- 明治5年1月19日（1872年2月27日） - 大津県が改称して滋賀県となる。
- 1874年（明治7年） - 4村が合併して仰木村となる。
- 1889年（明治22年）4月1日 - 町村制の施行により、仰木村が単独で自治体を形成。
- 1955年（昭和30年）4月1日 - 仰木村が堅田町・真野村・伊香立村・葛川村と合併し、改めて堅田町が発足、同町大字仰木となる。
- 1967年（昭和42年）4月1日 - 堅田町が大津市に編入、同市仰木町となる。
- 1991年（平成3年）2月11日 - 住居表示の実施により、一部の区域より仰木一 - 七丁目、仰木の里一 - 七丁目が起立[6]。
- 1996年（平成8年）2月4日 - 住居表示の実施により、一部の区域より仰木の里東一 - 八丁目が起立[6]。

## 学区
市立小・中学校に通う場合、学区は以下の通りとなる。
| 番・番地等 | 小学校             | 中学校             |
| ---------- | ------------------ | ------------------ |
| 全域       | 大津市立仰木小学校 | 大津市立仰木中学校 |

## 交通

### 道路
- 奥比叡ドライブウェイ

## 施設
- 滝壺神社
- 梅宮神社

## その他

### 日本郵便
- 郵便番号 : 520-0245[3]（集配局：堅田郵便局[8]）。